# Кубитет
Кубитет — село в Тяжинском районе Кемеровской области. Входит в состав Кубитетского сельского поселения.

## География
Центральная часть населённого пункта расположена на высоте 248 метров над уровнем моря.

## Население
По данным Всероссийской переписи населения 2010 года, в селе Кубитет проживает 757 человек (346 мужчин, 411 женщина).